# 農学部
農学部（のうがくぶ）は、大学において農学を中心とする教育、研究がなされる学校、およびその名称。大学の学部のひとつである。教育・研究のために、農場や実習林を保有し、研究・実習に利用する大学が多い。

## 概要
農学は古典的には農学（植物栽培）、農芸化学、農業工学、農業経済学、林学、畜産学、水産学に区分される7領域を含む学問領域である。現代では農芸化学から派生した栄養学、農業工学（農業土木、圃場整備）から派生した環境学など非常に広い教育・研究分野を含み、近年、環境保護や国際開発、地域振興などに関する研究・教育に力を入れている所も多い。また日本では伝統的に昆虫学が農学部に設置される。ただし、植物（農学）分野と農芸化学分野が大きく林学、農業工学、水産分野を持たない岡山大学農学部のように、多くの大学の農学系学部は設置する学科分野に偏りがあり、農学部の文理全領域を設置する大学は旧帝国大学と筑波大学、静岡大学、愛媛大学などに限られる。一般的に理系に分類をされるが、農業経済学のように文系に分類される分野もあり、1943年の学徒出陣時には、農学部の中でも獣医学科などに所属する学生は徴兵猶予される一方で、農業経済学科や農学科に所属していた学生は「文科系」とみなされ、徴兵対象となった。
農業に関する学科を専攻して学士の学位を取得し、1年以上その学科に関する実地経験（技術優秀）を有する者は、教育職員検定を経て高等学校教諭一種（農業実習）の普通免許状を取得することも出来る（教育職員免許法・別表第五）。

## 歴史

### 日本
1876年に開校した札幌農学校（現在の北海道大学）と1877年に開校した三田育種場、1878年に開校した駒場農学校（現在の東京大学）が、日本における農学部の源流といえる。
第二次世界大戦前、日本で農学部を有した大学は、東京帝国大学、北海道帝国大学、京都帝国大学、九州帝国大学、東京農業大学の5校のみであり、現在、農学部およびそれに類する学部を有する大学は、戦後、旧制専門学校などから昇格をしたものがほとんどである。ただし、日本大学農学部（現在の生物資源科学部）は戦中の1943年に増設、名古屋大学農学部は学制改革後の1951年に増設されている。
戦前五大農学部

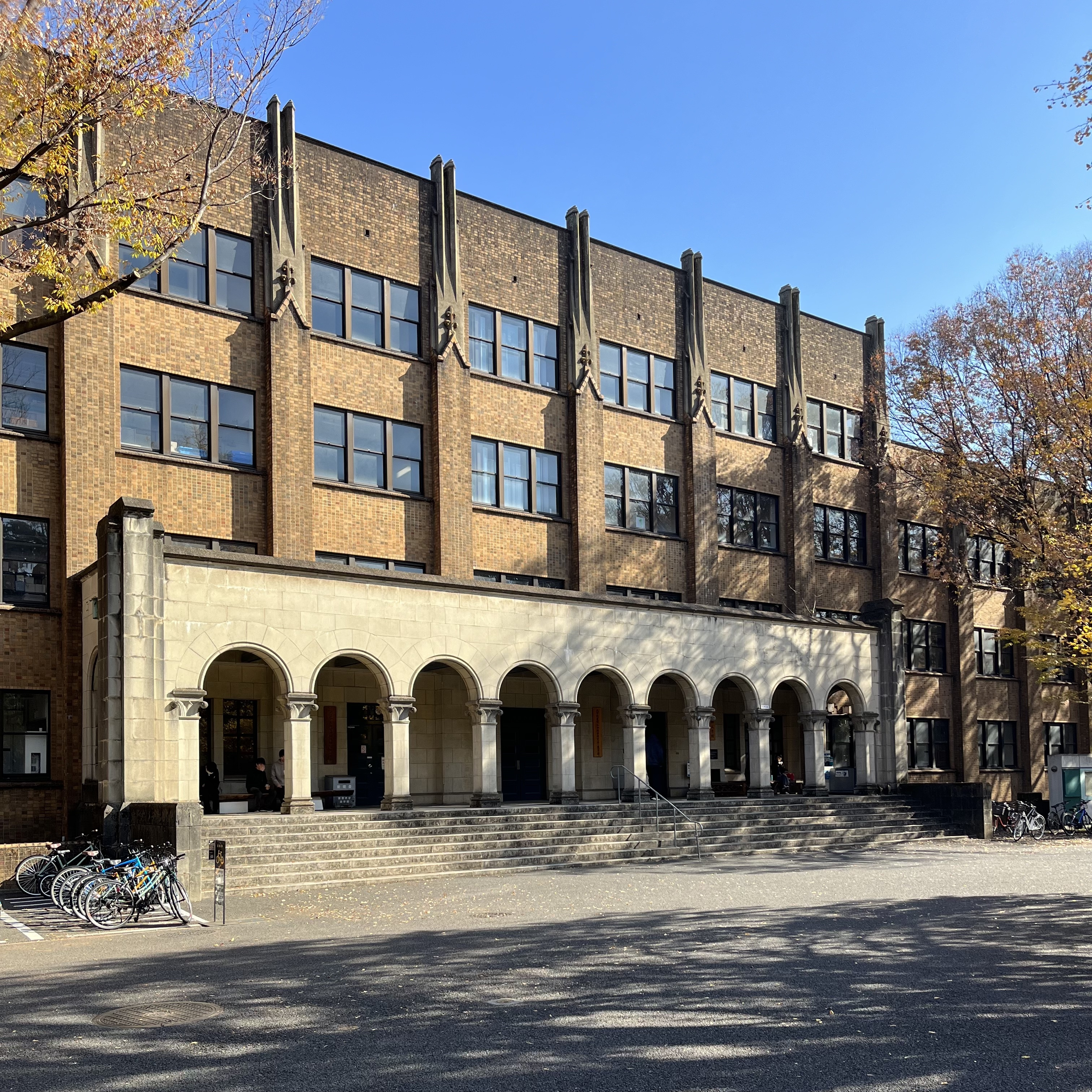
東京大学
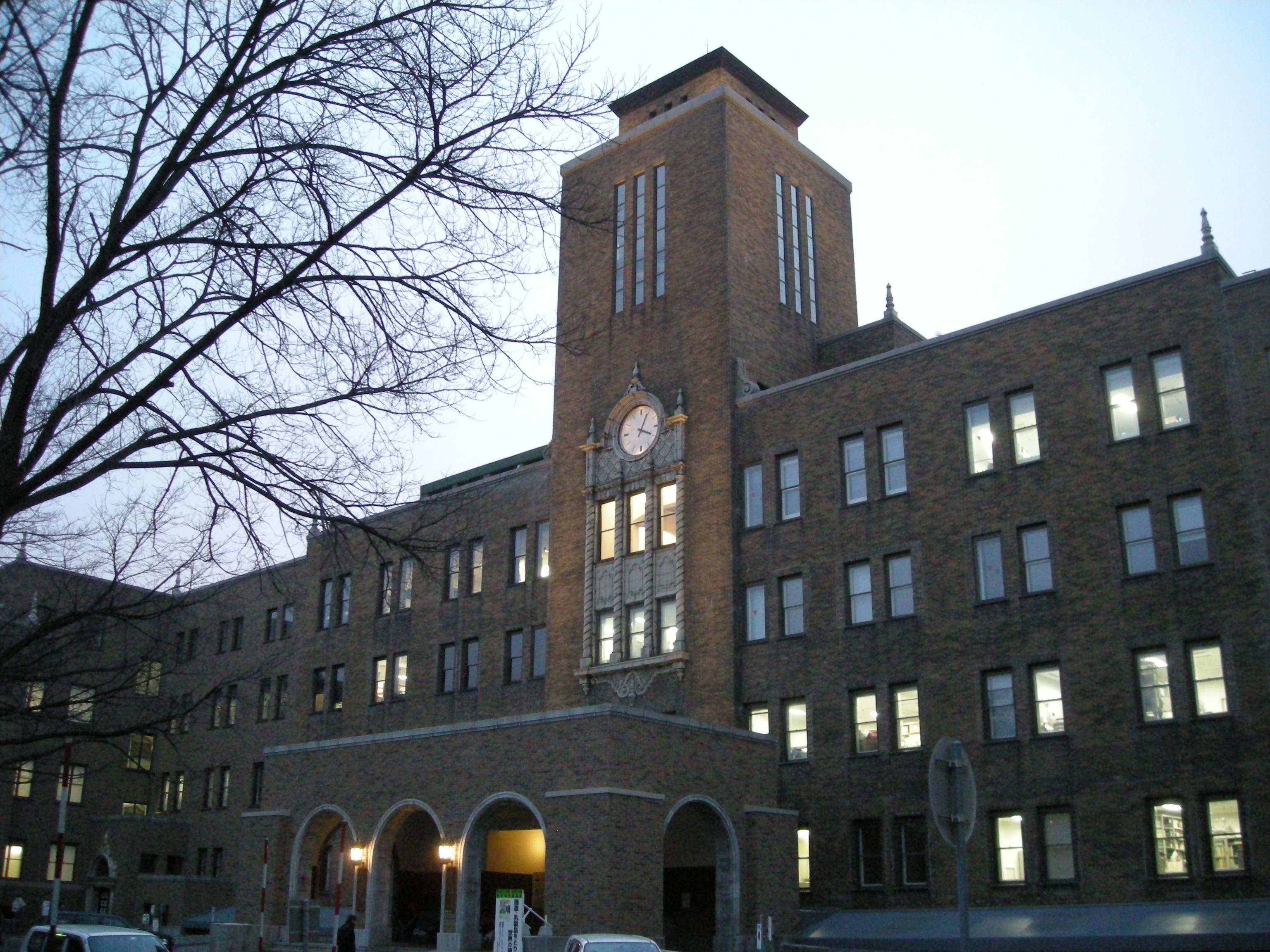
北海道大学
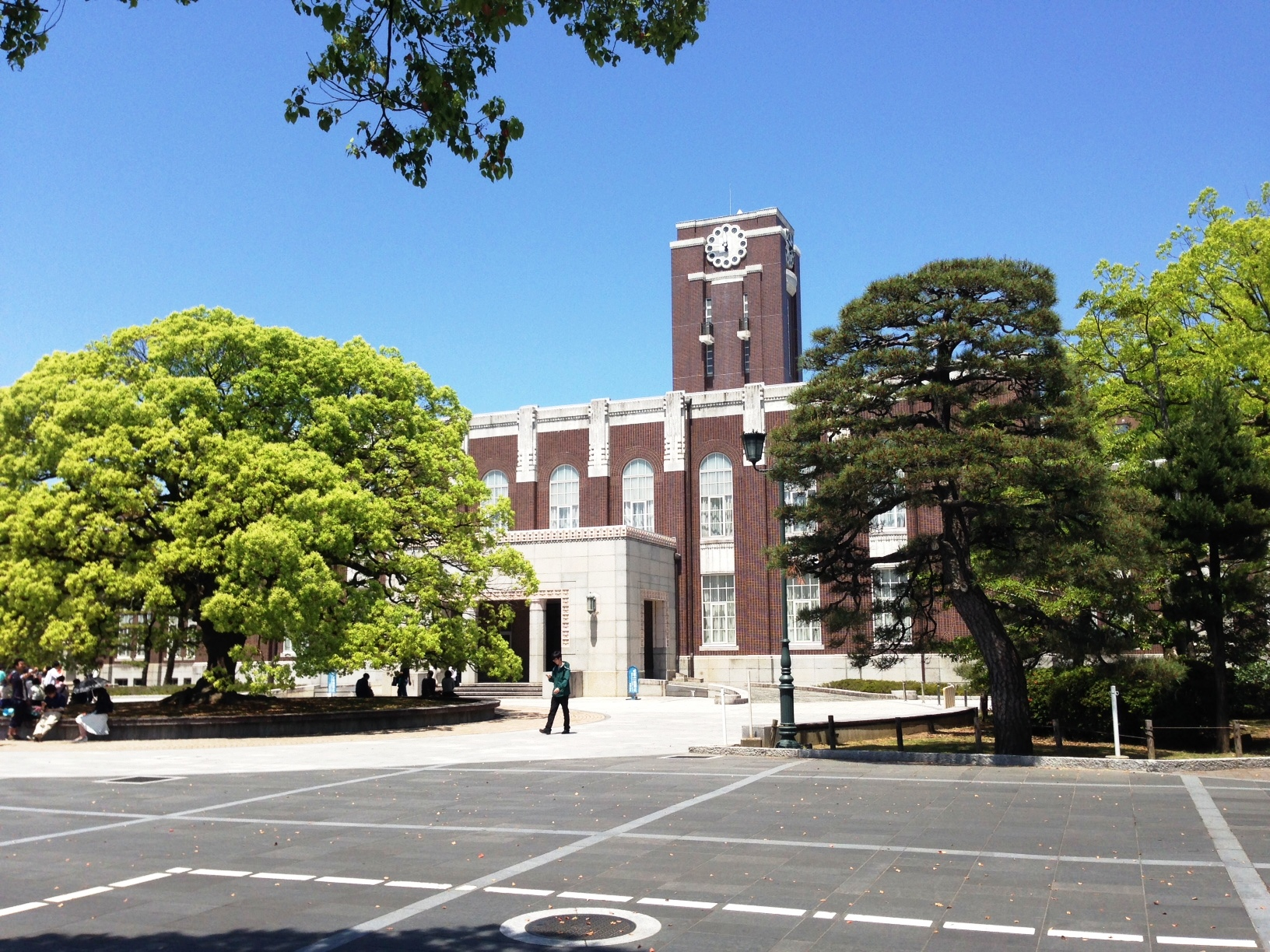
京都大学
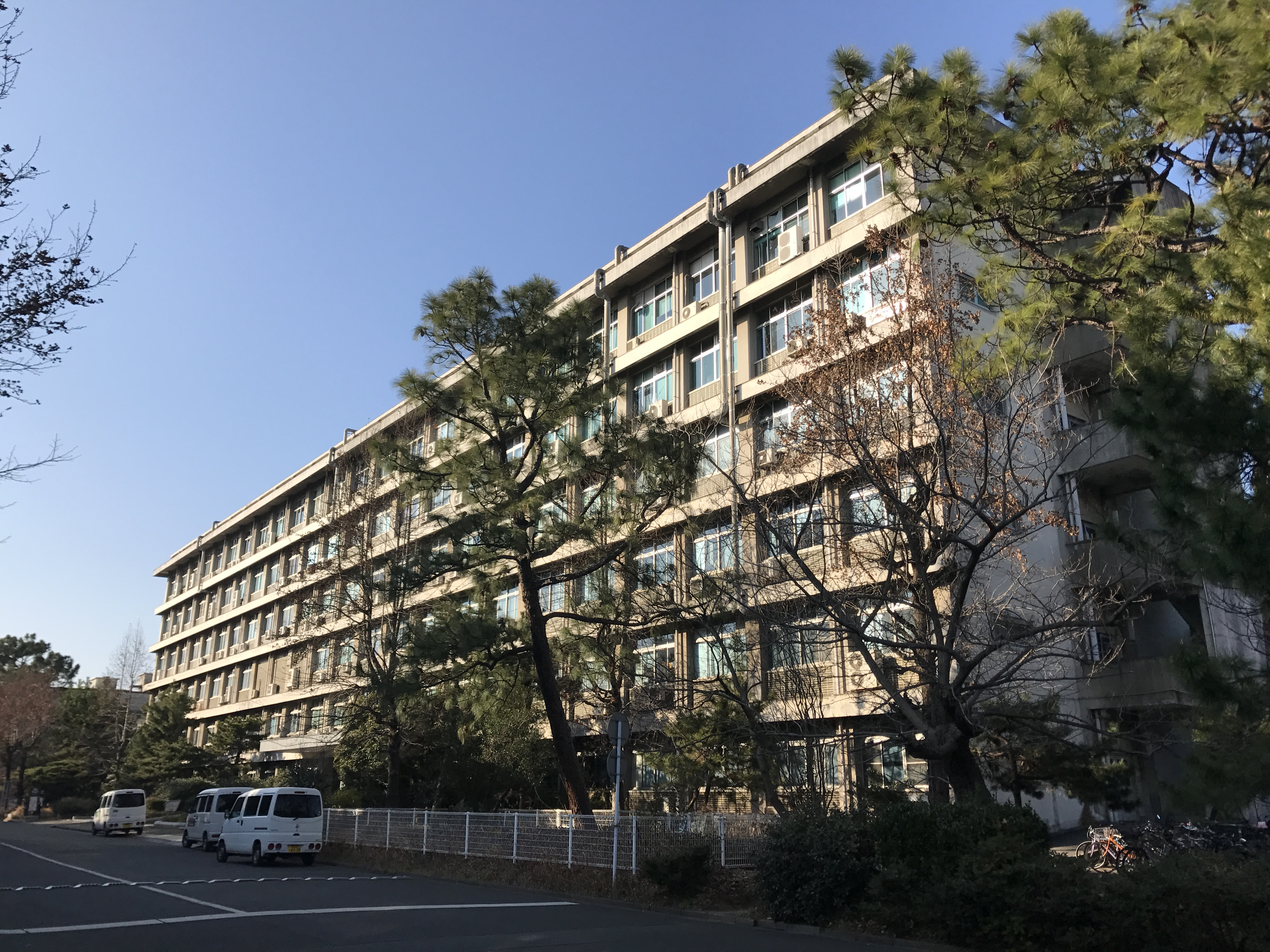
九州大学
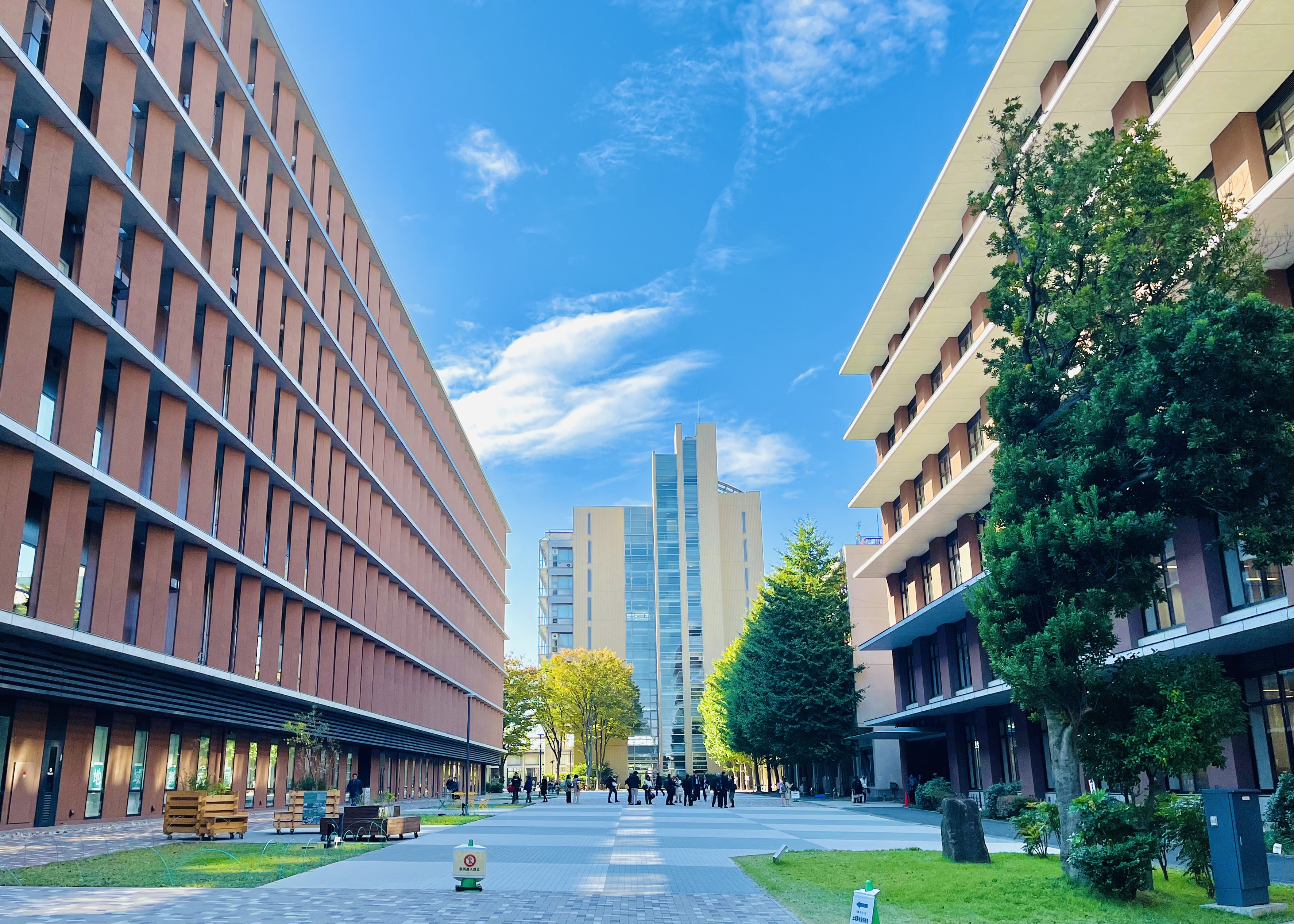
東京農業大学

2010年代後半からは、和食がユネスコの無形文化遺産に登録されるなど、食に対し世間の関心が高まったことを背景に、農業系学部の新設が相次いでいる。2015年度に龍谷大学で国内で35年ぶりに農学部が新設され、2016年度には徳島大学でも生物資源産業学部が新設された。さらに、2018年度には、東京農業大学以来93年ぶりの農業大学として新潟食料農業大学が開学するなど、8大学で食物学、医療栄養学、獣医学などの学部・学科が新設された。2012年度には、国立大学では40年ぶりの農学系学部長会議に所属する農系学部として山梨大学に生命環境学部が新設された。さらに2020年代からは、文部科学省は管轄する委員会の報告書を受け、特定成長分野としてデジタルとグリーンを牽引する人材育成支援のため、理、工、農学の分野またはいずれかを含む融合分野を対象に、2022年度第2次補正予算で3002億円を確保。2023年に発表された大学・高専機能強化支援事業では、グリーン等の農学部などの新規開設を促す「デジタル・グリーン等の成長分野をけん引する機能強化 支援1」を発表。これについて初年度選定結果を分析し、開設申請学部を早期に申請しないと採択予定件数の上限に達するとの見解を公表した。また「情報」のほかに「環境」や「食」と「農」の組み合わせがトレンドとなっている。
経済産業省は、IT人材などは30年には最大79万人足りなくなると試算、文部科学省は、デジタルの他に脱炭素などを成長分野とし、分野を人材を育成する理工のほか農系の学部を増やすため、私立大学と公立大学を対象に約250学部の新設や理系への学部転換を支援する方針を固めている。そして創設した3000億円の基金を活用し、今後10年かけて文系学部の多い私大を理系に学部再編するよう促すという。これは経済協力開発機構（OECD）諸国が増加しているのに対し、日本はほとんど変わっていないという日本の理系人材育成の停滞があり、OECD諸国がその国の大学で理系を専攻する学生は割合平均27パーセントより低い17パーセントにとどまっているとの背景がある。
日本学術会議も大学教育の農学分野の教育課程に関する報告で、「従来の農学の専門構成を尊重し発展させながらも、細分化や縦割りの負の側面があることも認識して、農学の対象を総合的に学び農学構成分野全般にわたるリテラシーの高い学生の育成も考えてゆくべきである」と記載。農学部はデータサイエンス学とともに、国が特定成長分野として力を入れる農学、環境学を指し示す「グリーン」にあたり、また2024年新設の食健康科学部や食環境学部、農学食科学部は農学部の食分野を進化させた形で、貧困をなくす、環境破壊を防ぐなどの持続可能な開発、持続可能な世界を築くための持続可能な開発目標（SDGs）を意識しており、農食関連系学部もこれから増えることが予想されている。

## 農学部を持つ日本の大学
本項では、「農学部」という名称の学部をもつ大学のみを記す。

### 国公立

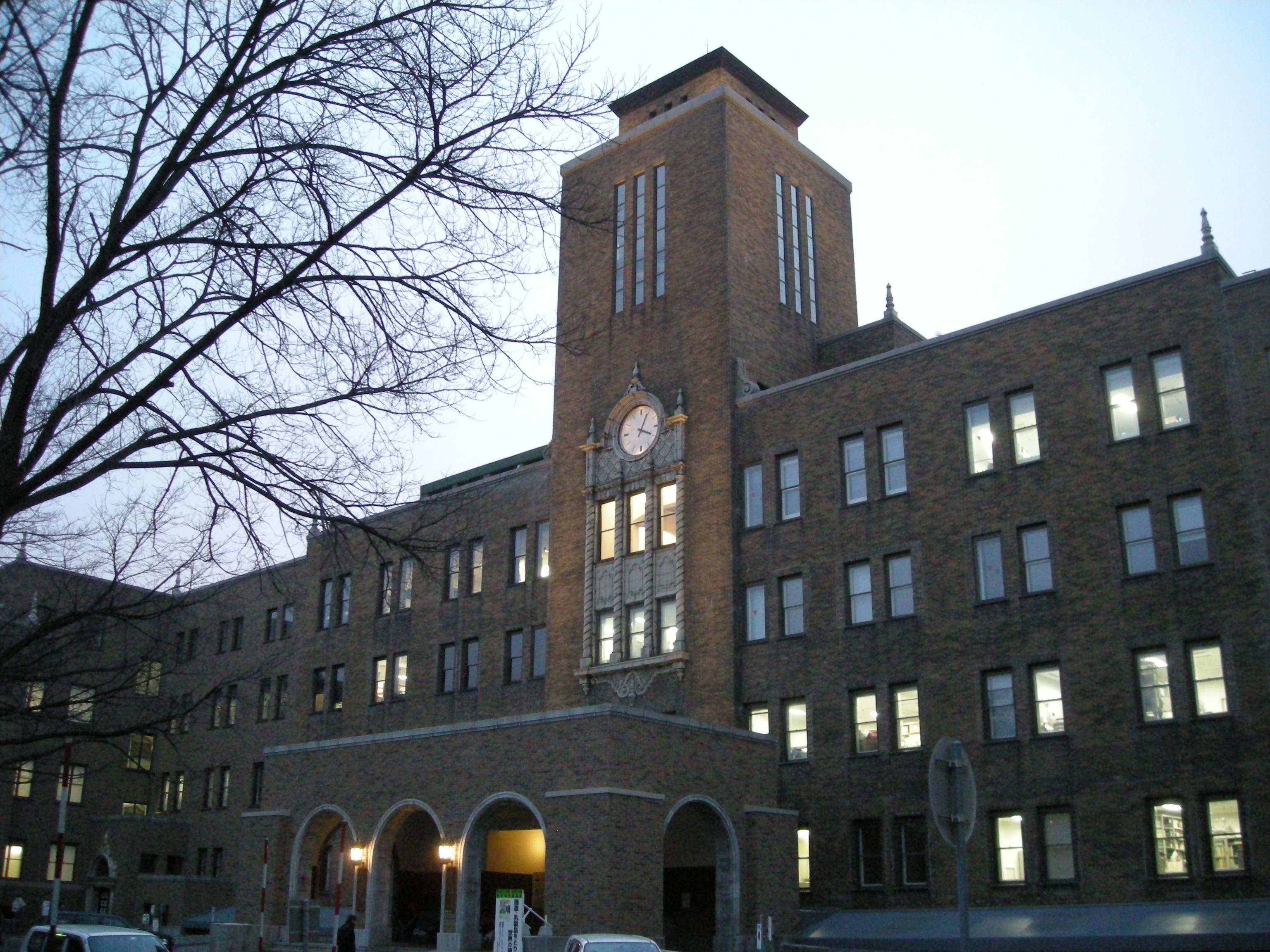
北海道大学

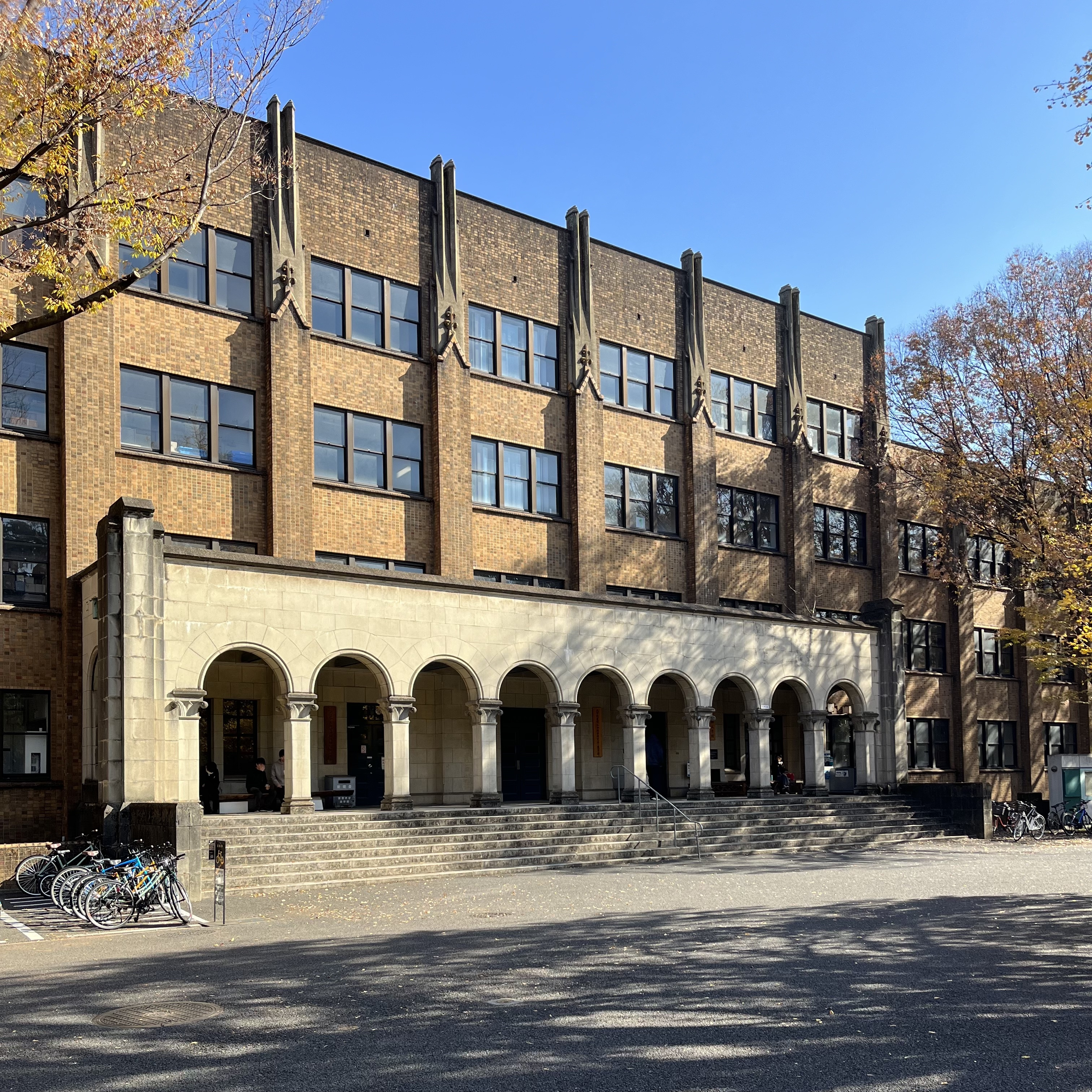
東京大学

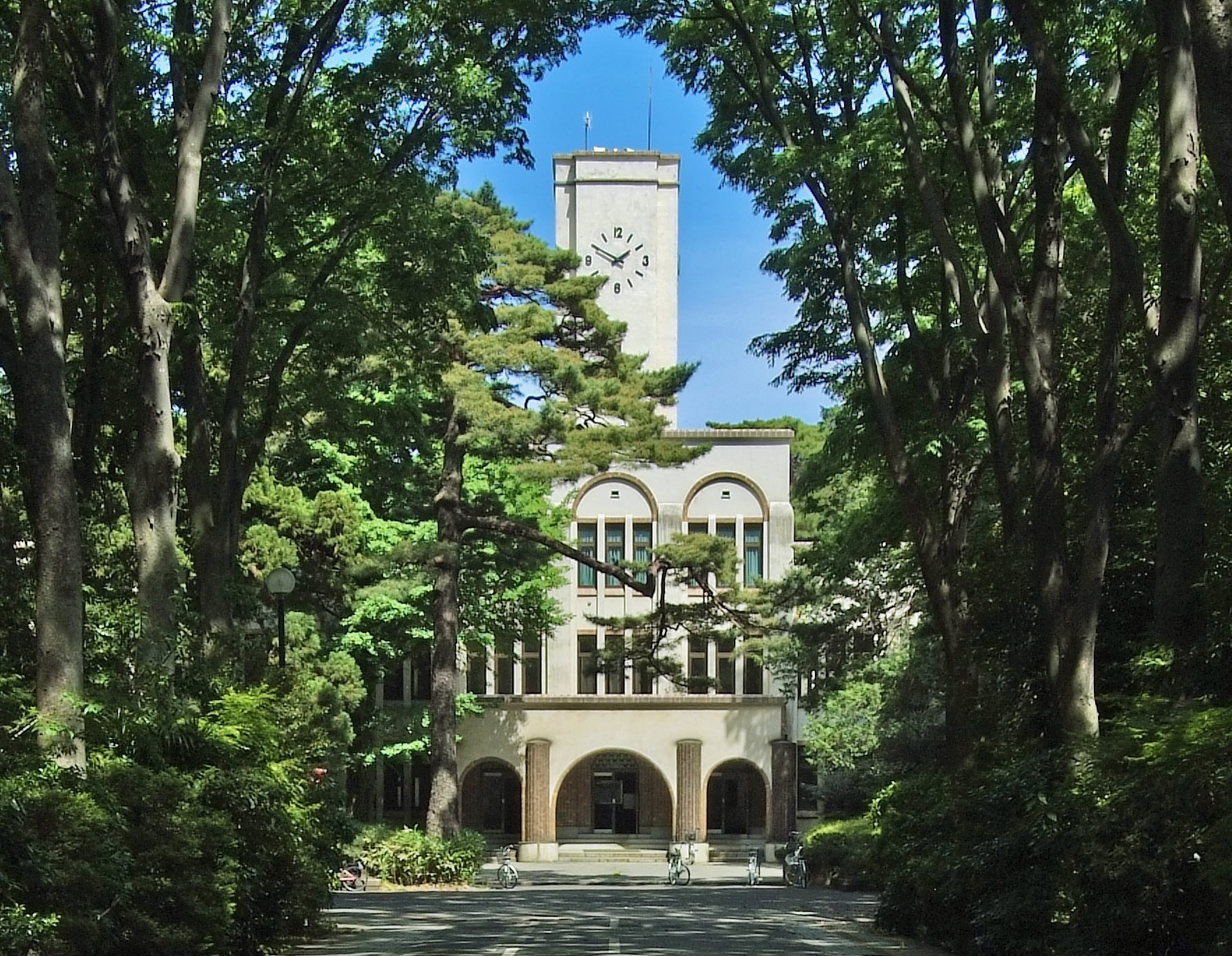
東京農工大学

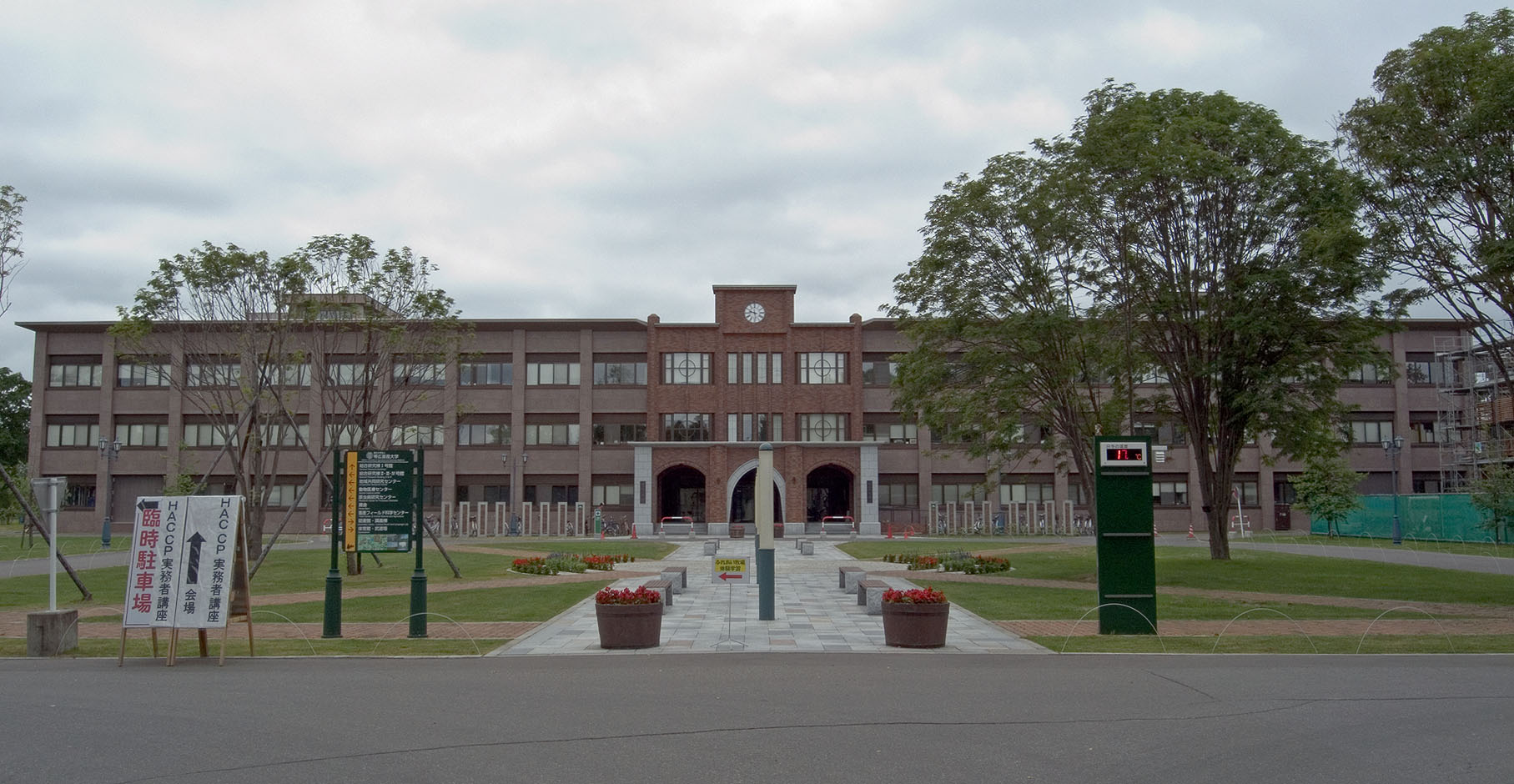
帯広畜産大学

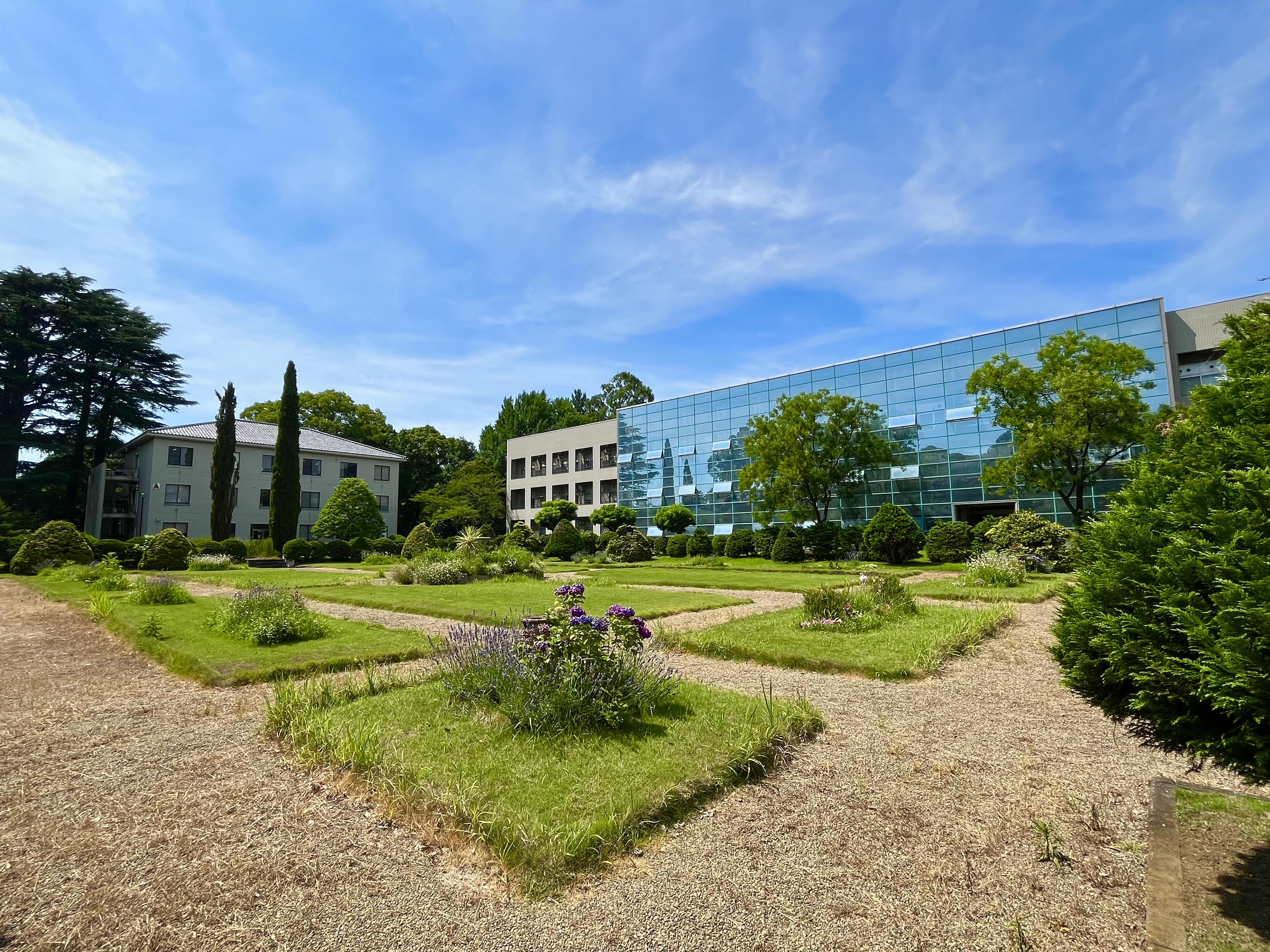
千葉大学松戸キャンパス

- 北海道大学農学部
- 岩手大学農学部
- 東北大学農学部
- 山形大学
- 茨城大学
- 宇都宮大学
- 東京大学農学部
- 東京農工大学
- 新潟大学
- 信州大学農学部
- 静岡大学
- 名古屋大学農学部
- 京都大学農学部
- 大阪公立大学農学部[12]
- 神戸大学農学部
- 鳥取大学
- 岡山大学
- 山口大学
- 香川大学
- 愛媛大学
- 九州大学農学部
- 佐賀大学
- 宮崎大学農学部
- 鹿児島大学
- 琉球大学

### 私立

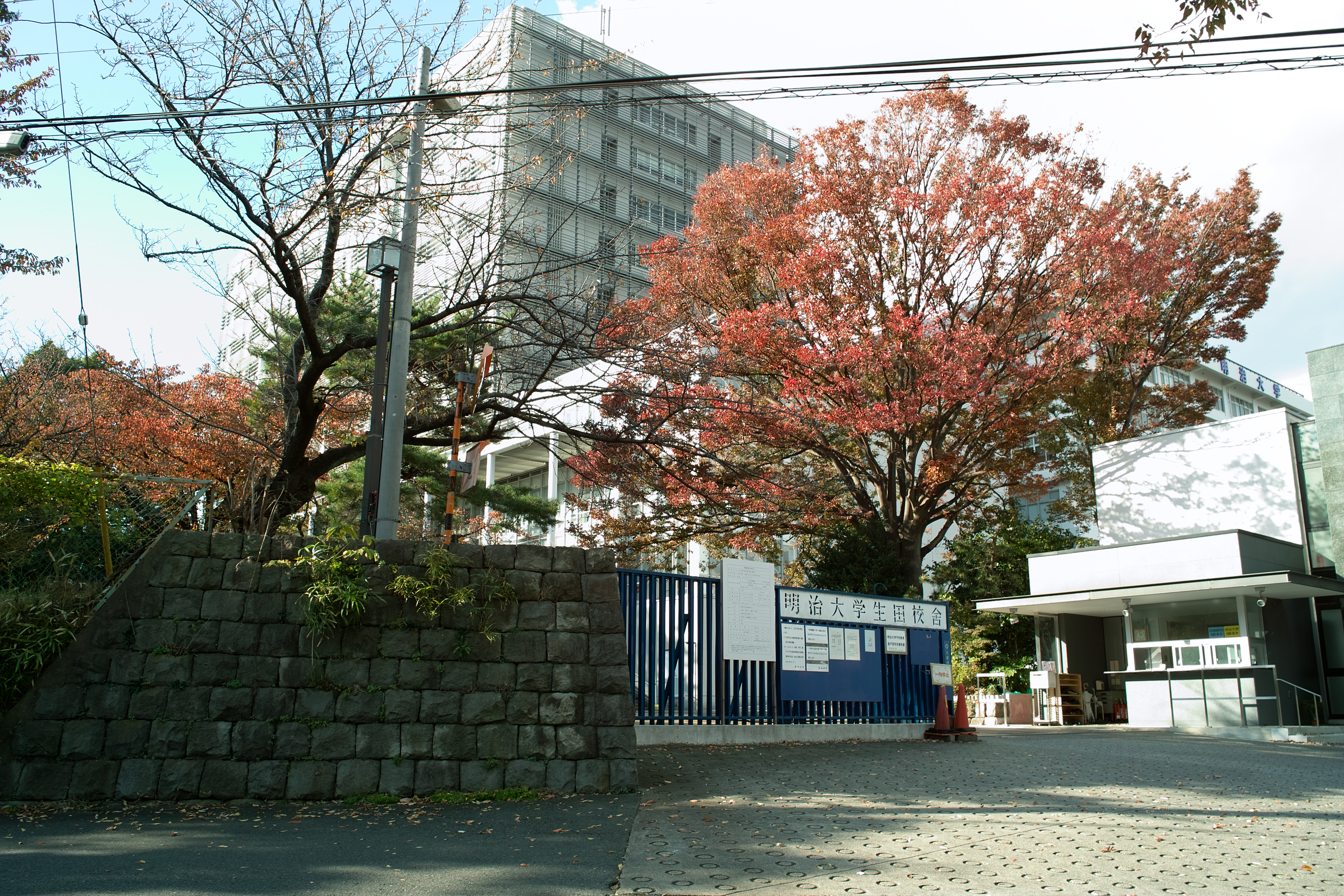
明治大学

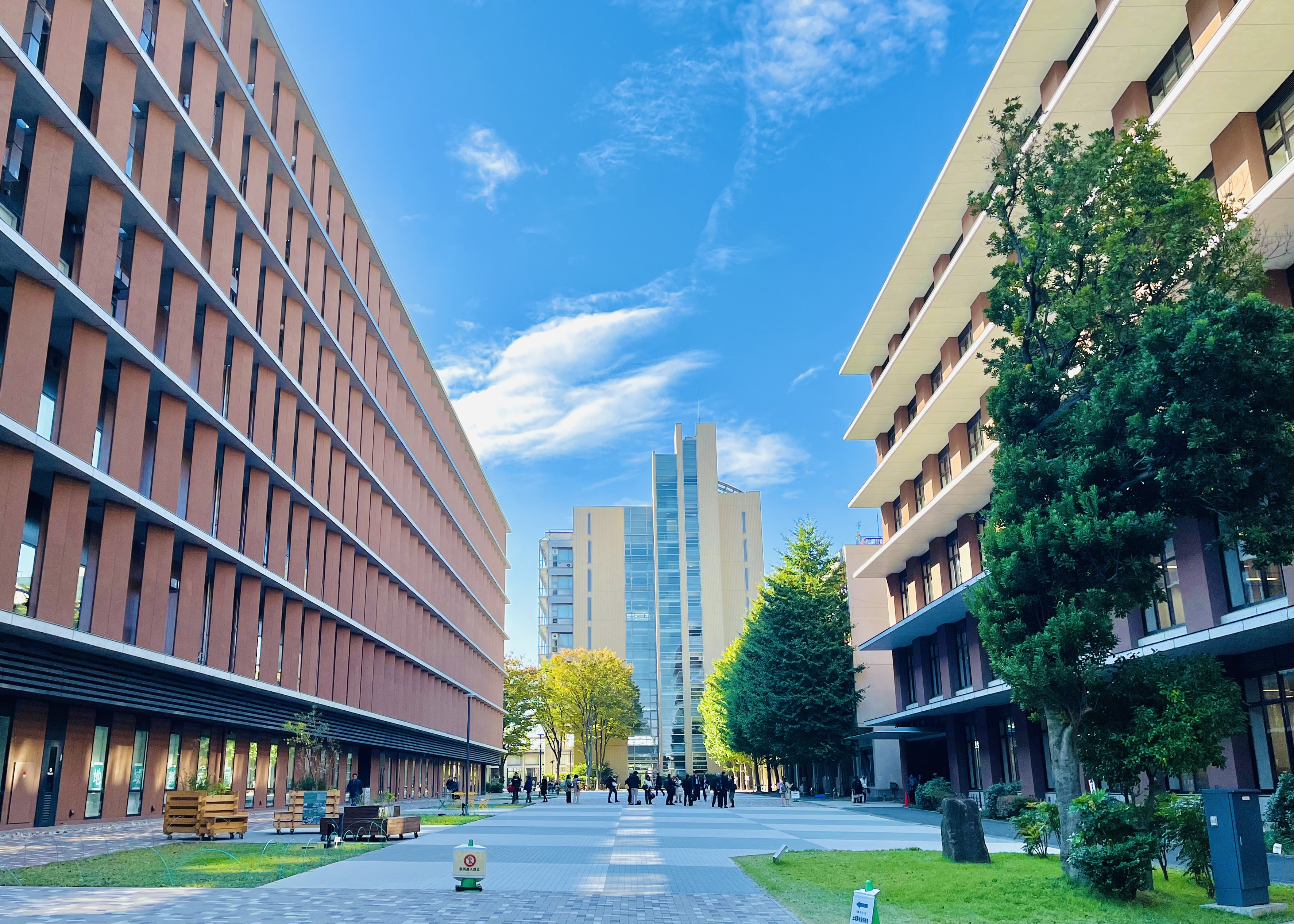
東京農業大学

- 明治大学農学部
- 東京農業大学
- 玉川大学
- 名城大学
- 龍谷大学[13]
- 近畿大学農学部
- 吉備国際大学[14]
- 東海大学農学部[15]
- 摂南大学[16]
- 高崎健康福祉大学[17]

## 農学部に類する学部を持つ日本の大学
本項では、「農学部」という名称ではない学部をもつ大学のみを記す。なお本稿は、全国農学系学部長会議をもとに記してあるが、学部長会議会員校のうち、水産系学部は水産学部を、獣医系学部は獣医学部を、繊維系学部は繊維学部を参照。

### 国公立
- 帯広畜産大学（畜産学部）
- 弘前大学（農学生命科学部[18]）
- 東北農林専門職大学（農林業経営学部[19]）
- 千葉大学松戸キャンパス（園芸学部）
- 山梨大学（生命環境学部[20]）
- 岐阜大学（応用生物科学部[21]）
- 三重大学（生物資源学部[22]）
- 島根大学（生物資源学部[23]）
- 広島大学（生物生産学部）
- 徳島大学（生物資源産業学部）
- 高知大学（農林海洋科学部[24]）
- 秋田県立大学（生物資源科学部）
- 静岡県立農林環境専門職大学 (生産環境経営学部[25])
- 石川県立大学（生物資源環境学部）
- 福井県立大学（生物資源学部）
- 滋賀県立大学（環境科学部）
- 京都府立大学（農学食科学部[26]）
- 県立広島大学（生命環境学部）

### 私立

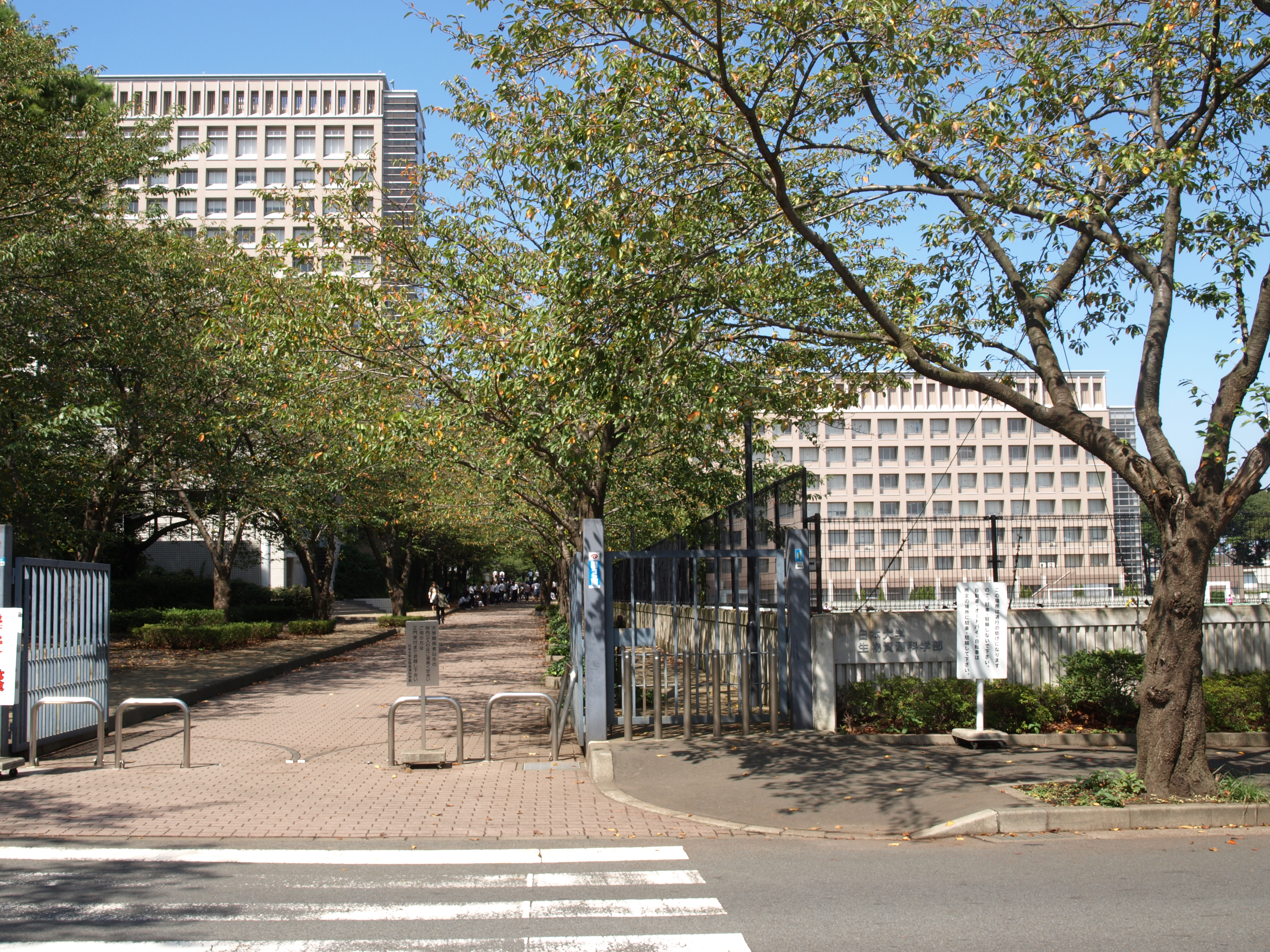
日本大学湘南キャンパス

- 東京農業大学（応用生物科学部・地域環境科学部[27]・国際食料情報学部[28]・生物産業学部[29]）
- 東洋大学朝霞キャンパス（食環境科学部[30]・生命科学部[31])[32]
- 日本大学湘南キャンパス（生物資源科学部[33]）
- 日本獣医生命科学大学（応用生命科学部）
- 新潟食料農業大学（食料産業学部[32])
- 中部大学（応用生物学部）
- 立命館大学（食マネジメント学部[32]）
- 南九州大学（環境園芸学部・健康栄養学部）

## 農学部に類する組織を持つ日本の大学

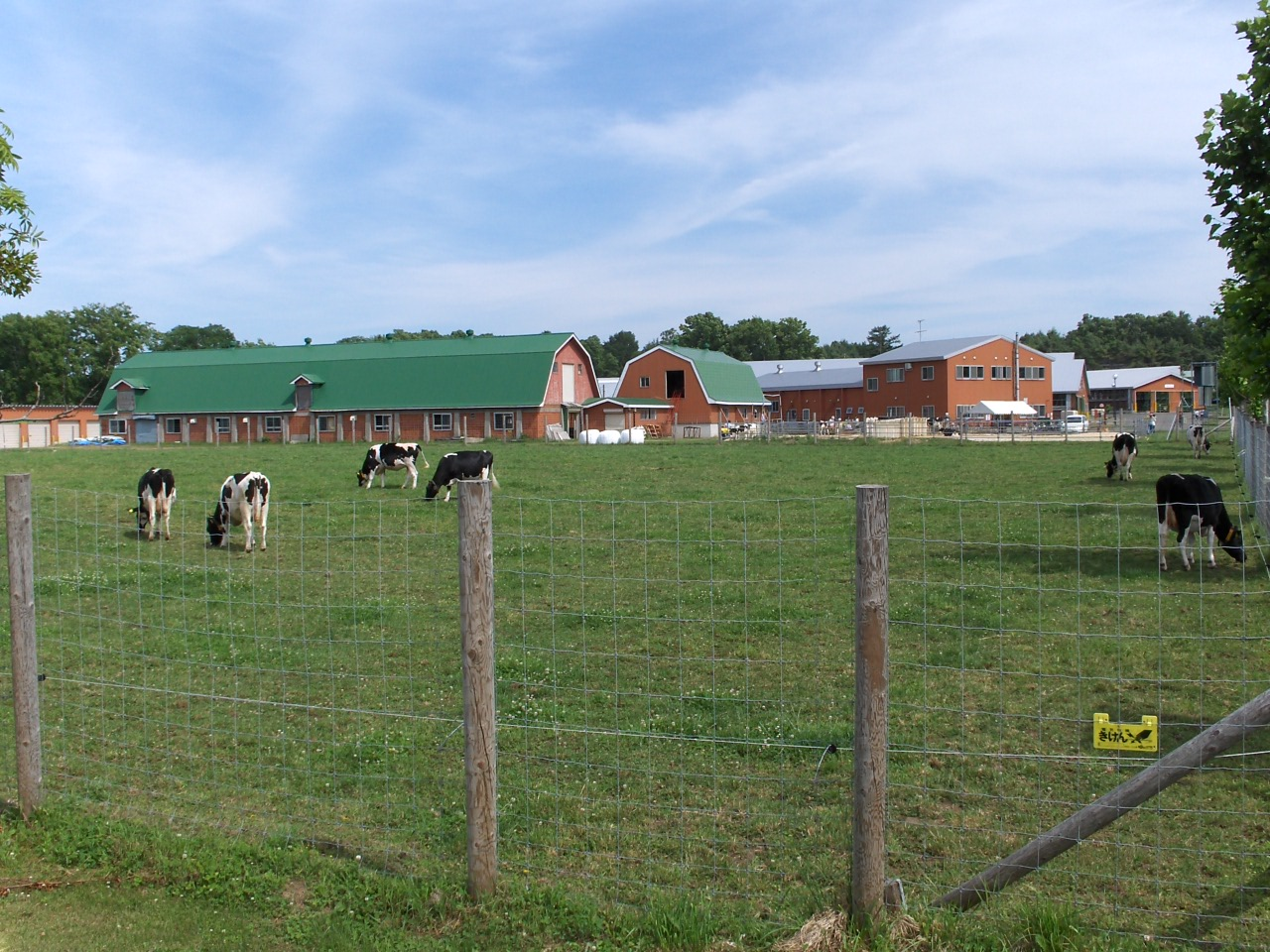
酪農学園大学農場

- 福島大学（農学群 食農学類[34]）
- 筑波大学（生命環境学群 生物資源学類[35]）
- 宮城大学（食産業学群[36])
- 酪農学園大学（農食環境学群[37]）

## 農学に類する学科を持つ日本の大学他学部
- 京都府立大学環境科学部 森林科学科、環境デザイン学科[26]
- 熊本県立大学環境共生学部 環境共生学科（環境資源学専攻が農学系）
- 愛媛大学社会共創学部[38] 産業イノベーション学科/地域資源マネジメント学科（産業イノベーション学科紙産業コースや地域資源マネジメント学科農山漁村マネジメントコースは農学部の特別コースが発祥）
- 追手門学院大学 地域創造学部 地域創造学科 食農マネジメントコース
- 大阪工業大学工学部 生命工学科 (食品微生物学研究室)、環境工学科（生命環境学研究室での緑化工学）
- 大阪産業大学デザイン工学部 環境理工学科 (理の地域生態系コース・環境緑化コース・環境計画コース)
- 岡山理科大学生物地球学部 生物地球学科（理学の他に農学）
- 食品科学科#その他
  - 別府大学 (食物栄養科学部 発酵食品学科) など
- 動物科学科#その他
- 恵泉女学園大学人間社会学部 社会園芸学科[39]
- ランドスケープ学科・緑地環境学科
- 植物科学科
- 法政大学生命科学部 応用植物科学科[39]
- 京都先端科学大学（旧京都学園大学）バイオ環境学部 食農学科、バイオ環境デザイン学科（一部）[40]
- 北里大学獣医学部 動物資源科学科、生物環境科学科（2025年募集停止）[41]、グリーン環境創成学科（2025年度開設）
- 第一工科大学工学部 環境エネルギー工学科（旧自然環境工学科。農学系の植物バイオシステムコースがある）
- 香川大学創造工学部 創造工学科 建築・都市環境コース 環境デザイン工学領域
- 広島大学総合科学部 総合科学科（森林科学系の総合科学プログラム 自然探究領域がある）
- 公立鳥取環境大学 環境学部 環境学科
- 東京都市大学環境学部 環境創生学科（森林科学系の生態環境分野がある）
- 早稲田大学人間科学部 人間環境科学科（森林環境科学分野も含）
- 武庫川女子大学 環境共生学部 環境共生学科（2025年度開設）
- 広島工業大学環境学部 - 食健康科学科（2025年度開設）

## 農学部と類似する学部学科の設置を予定している日本の大学
農学部開設予定大学
- 広島修道大学　（2027年度予定）
- 東都大学　農業生産学科（2027年度予定）
- 清泉女学院大学　アグリデザイン学科（仮称）（2027年度予定）

類似学部開設予定大学
- 順天堂大学　食農学部 農業技術学科、食品科学科、食農マネジメント学科（2026年度予定）
- 中央大学　農業情報学部 農業生産科学科、生産環境工学科、食料ビジネス学科（2027年度予定）
- 東洋大学　環境イノベーション学部 環境イノベーション学科（2027年度予定）
- 京都女子大学　食農科学部（2027年度予定）

既存学部に農学に類する学科開設予定大学
- 八戸工業大学工学部 - グリーン科学技術学科など、１学部ぶ3学科体制に再編（2027年度予定）
- 京都光華女子大学健康科学部 - 食品生命科学科　（2027年度予定）
- 南九州大学健康栄養学部 - 地域医療・食品・健康・データサイエンス学科の開設（2027年度予定）

## かつて農学部および農学部に類する学部を有していた日本の大学
農学部を持つ日本の大学および農学部に類する学部を持つ日本の大学の項目で記されていない学校のみ記載。

### 国公立
- 東京教育大学（農学部）[42]
- 広島県立大学（生物資源科学部）[43]

### 私立
- 九州東海大学（農学部）[44]